# 伦敦猎犬
《伦敦猎犬》（英語：The Hound of London）是一部由彼得·雷诺兹·朗执导的電視電影，由帕特里克·麦克尼诠释阿瑟·柯南·道尔笔下人物夏洛克·福尔摩斯。

## 情节
应探长雷斯垂德（科林·斯金纳饰演）的要求福尔摩斯（帕特里克·麦克尼饰演）同助手华生（约翰·斯科特－佩吉特饰演）一同介入调查一桩在河岸剧院发生的双重谋杀案。

## 演员
- 帕特里克·麦克尼（英语：Patrick Macnee） – 歇洛克·福尔摩斯
- 约翰·斯科特－佩吉特（英语：John Scott-Paget） – 约翰·华生医生
- 科林·斯金纳（英语：Colin Skinner） – 雷斯垂德探長

## 拍摄
劇本來源於克雷格·鮑爾斯比1987年在本那比首演的舞台劇。对于电影版，除了在舞台劇種扮演艾琳·诺顿的科琳·比格内尔在電影版中扮演波西米亞女王之外，其他角色的扮演者均完全被替換掉。
帕特里克·麦克尼扮演福尔摩斯。此前，麦克尼曾三次扮演过华生医生：一次是在罗杰·摩尔1976年电视电影《福尔摩斯在纽约》，另两次则是与克里斯多福·李合作（《维多利亚瀑布事件》和《福尔摩斯和女主演》）。这部影片使得麦克尼同雷金纳德·欧文（曾在1932年电影《夏洛克·福尔摩斯》中扮演华生，之后在1933年电影《血字的研究》中扮演福尔摩斯）、杰里米·布雷特（曾在舞台剧《血腥十字花》中扮演过华生，在电视剧《福尔摩斯探案集》中扮演福尔摩斯）以及卡尔顿·霍布斯（在英国广播剧中分饰两角）一道成为仅有的四个同样曾扮演过夏洛克·福尔摩斯和华生医生的演员。

## 评价
IMDB用户给这部电影给出了3.4（满分为10）。作家阿兰·贝茨称这部电影是“看起来廉价、肮脏和使人厌烦”，他形容麦克尼的福尔摩斯是“真正糟糕的福尔摩斯，每一次喘息都简直可以说像是一只穿着礼服的没壳的乌龟”。